# 埃爾阿古斯蒂諾區

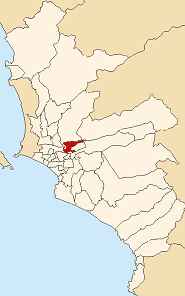

12°4′S 77°1′W / 12.067°S 77.017°W
埃爾阿古斯蒂諾區（西班牙語：Distrito de El Agustino），是秘魯的一個區，位於該國西部利馬大區的利馬省，始建於1965年1月6日，面積12.54平方公里，海拔高度197米，2007年人口166,177，人口密度每平方公里13,000人。